# 알락산두

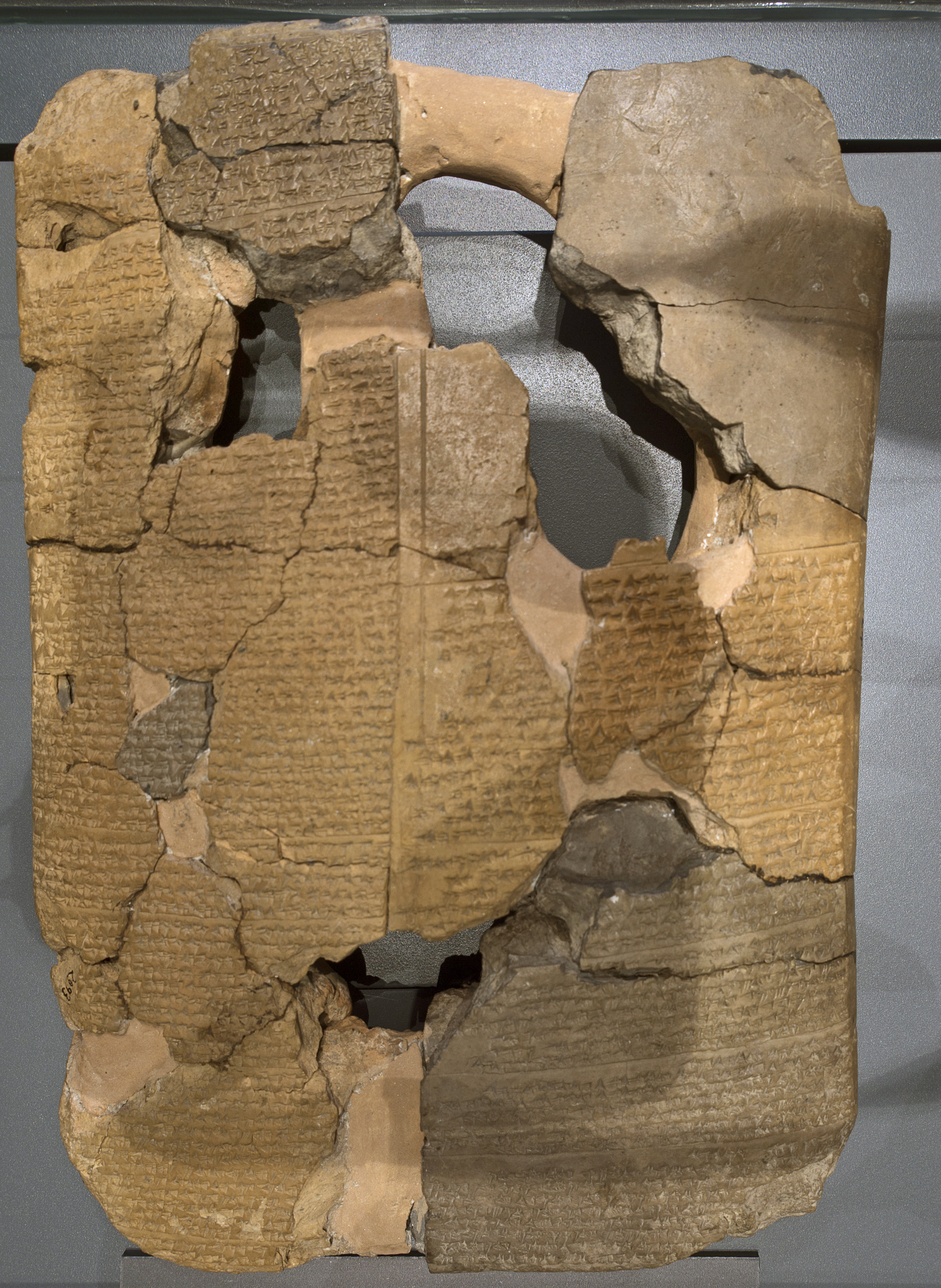
알락산두(Alaksandu) 왕과 무와탈리(Muwatalli) 왕 사이의 조약이 적힌 점토판. 트로이 박물관

알락산두( 히타이트어 : 𒀀𒆷𒀝𒊭𒀭𒁺𒍑 Alâkšândûš )는 기원전 1280년에 히타이트의 왕 무와탈리 2세와 조약을 맺은 윌루사의 왕이다. 그의 이름은 고대 그리스어의 알렉산드로스(Ἀλέξανδρος)에서 유래된 것으로 보인다.

## 생애
알락산두는 쿠쿠니(Kukkunni)의 후계자였지만 그가 그의 직계 후계자인지는 알려지지 않았다. 무와탈리는 행간에서 혈통을 중요하게 보고 있지 않는데, 알락산두가 쿠쿠니와의 혈연 관계를 통하지 않은 다른 방법으로 권력을 승계하였을 수도 있음을 시사한다. 이것은 알락산두가 알렉산드로스라고 불리는 초기 그리스의 통치자일 수 있다는 의미로 받아들지며, 트로이의 파리스와 동일시되기도 하였다. 그러나 알락산두는 트로이 전쟁이 일어나기 적어도 반세기 전에 살았던 인물이기 때문에, 불확실한 가설이다.
아나톨리아의 전통적인 명명법을 따르지 않는 이름인 알락산두가 그리스식 이름이며 현재 서구 문화에서 널리 사용되는 이름의 유래인 알렉산드로스를 기록한 것이라면, 이 이름을 사용한 인물에 대한 최초의 기록이 된다. 조약에서 알락산두 측의 조약 조건을 보장하는 세 신 중 하나는 일반적으로 아폴론과 동일시되는 "군대의 폭풍신"인 아팔리우나스( DA -ap-pa-li-u-na-aš )이다. 아폴론은 일리아스에서 트로이 최고의 신이자 파리스가 아킬레우스를 죽이는 데 도움을 준 것으로 묘사되는데, 이 또한 알락산두가 고대 그리스의 영향을 받은 인물이라는 것을 의미한다.

## 참고자료
- 요아힘 라타츠, Wilusa (Wilios/Troia) (2001)